# Univerza v Varšavi
Univerza v Varšavi (poljsko Uniwersytet Warszawski, latinsko Universitas Varsoviensis) je javna raziskovalna univerza v Varšavi na Poljskem. Ustanovila jo je Vladna komisija za veroizpovedi in javno prosveto 19. novembra 1816. Je največja visokošolska ustanova v državi, ki ponuja 37 različnih študijskih področij ter 100 specializacij v humanistiki, tehniki in naravoslovju.
Univerzo v Varšavi sestavlja 126 zgradb in izobraževalnih kompleksov z več kot 18 fakultetami: biologijo, kemijo, novinarstvom in političnim znanostim, filozofijo in sociologijo, fiziko, geografijo in regionalnimi študijami, geologijo, zgodovino, uporabnim jezikoslovjem in filologijo, poljščino, pedagogiko, ekonomijo, pravom in javno upravo, psihologijo, uporabnim družboslovjem, menedžmentom in matematiko, računalništvom in mehaniko.
Med pomembnimi alumni univerze so voditelji držav, predsedniki vlad, šest prejemnikov Nobelove nagrade: Henryk Sienkiewicz (1905), Menahem Begin (1978), Czesław Miłosz (1980), Joseph Rotblat (1995), Leonid Hurwicz (2007) in Olga Tokarczuk (2018), pa tudi mnogi zgodovinsko pomembni posamezniki na svojih področjih, kot so: Frédéric Chopin, Hilary Koprowski, Bohdan Paczyński, Bolesław Prus, Wacław Franciszek Sierpiński, Alfred Tarski, Ludwik Zamenhof in Florian Znaniecki.

## Univerza v sedanjosti
Sedaj je Univerza v Varšavi največja in ena najstarejših univerz na Poljskem. Od marca 2018 je univerza članica Zveze 4 EU+, zveze osmih raziskovalnih univerz, ki imajo na razpisu Evropske komisije status evropske univerze. Oktobra 2019 je Univerza v Varšavi zmagala na tekmovanju v programu »Pobuda za odličnost – raziskovalna univerza«, ki ga organizira Ministrstvo za znanost in visoko šolstvo.
Leta 2016 je Univerza v Varšavi zasedla 3. mesto v južni in vzhodni Evropi in 96. mesto na svetu na lestvici vzhajajočih zvezd Nature Index Rising Stars. Na mednarodni lestvici ARWU, znani kot šanghajska lestvica, je bila Univerza v Varšavi leta 2017 uvrščena med 301–400 (najvišje med vsemi poljskimi univerzami). ARWU je univerzo uvrstila med najboljše poljske visokošolske ustanove v letih 2012, 2017, 2018 in 2020. Univerza je še posebej dobro cenjena v znanosti. ARWU je leta 2022 matematične in fizikalne veje ustanove uvrstila med 150 najboljših oziroma 75 najboljših na svetu. Šanghajska terenska lestvica 2018 je vključevala 10 disciplin, ki so jih izvajali na Univerzi v Varšavi. Najvišja mesta (med 51. in 75. mestom na svetu) sta zasedli matematika in fizika.
Na lestvici World University Rankings analitične firme Quacquarelli Symonds leta 2018 je bila je bila univerza uvrščena med 411–420.
Na lestvici srednjih šol in univerz revije Perspektywy Univerza v Varšavi vsako leto zasede eno od prvih dveh mest v državi. Revija jo je uvrstila med najboljšo poljsko univerzo v letih 2007, 2010, 2011, 2014, 2016, 2017–2019 in 2022.
Zaposleni na univerzi so osvojili 14 od 28 štipendij, podeljenih znanstvenikom, ki delajo v poljskih ustanovah, na najprestižnejših evropskih raziskovalnih tekmovanjih – Evropskem raziskovalnem svetu. Leta 2016 je Evropska komisija univerzi podelila priznanje »HR Excellence in Research«, ki potrjuje skladnost z načeli Evropske listine za raziskovalce.

## Zgodovina

### Začetki pod Aleksandrom I. (1816–1831)
Leta 1795 so delitve Poljske pustile Varšavi dostop le do Akademije v Vilni, ko je najstarejše in najvplivnejše poljsko akademsko središče, Jagelonska univerza v Krakovu, postalo del avstrijske habsburške monarhije. Leta 1815 se je novoustanovljena polavtonomna država Kongresne Poljske  znašla brez univerze, saj je bila Vilna vključena v Ruski imperij. Novembra 1816 sta Stanisław Kostka Potocki, vodja Vladne komisije za veroizpovedi in javno prosveto, in Stanisław Staszic predstavila projekt ustanovitve Kraljeve univerze v Varšavi (Królewski Uniwersytet Warszawski) ruskemu imperatorju Aleksandru I., ki se je s pobudo strinjal in jo odobril. To je bilo doseženo z združitvijo dveh šol, ki ju je v času Varšavskega vojvodstva ustanovila Zbornica za javno izobraževanje: Fakultete za pravo in upravne vede (ustanovljene 1808) in Medicinske fakultete, znane tudi kot Akademska medicinska fakulteta (ustanovljene 1809). Po razširitvi je univerzo sestavljalo 5 fakultet: (1) pravo in uprava, (2) medicina, (3) teologija, (4) filozofija, ter (5) humanistika in umetnost:
1. pravne in upravne vede, ki je obsegala 9 oddelkov (pripravne vede; pandekti; staro poljsko pravo in zgodovina poljskega prava; sedanje civilno pravo; kazensko pravo; civilni in kazenski postopek in ustava; cerkovno pravo; politična ekonomija, upravno pravo, pravna policija in finančna znanost; trgovinsko pravo in statistika; kmetijstvo in gozdarstvo: do 1819). Na oddelku so bili med drugim zaposleni: Jan Wincenty Bandtkie, Wacław Aleksander Maciejowski in Fryderyk Florian Skarbek.[28][29]
2. medicinske vede, ki je obsegala 10 oddelkov (teoretična in praktična ter primerjalna anatomija; farmacija, farmakologija, policijska in pravna kemija; fiziologija in dietetika; splošna patologija, zgodovina medicine in propedevtika; medicina, toksikologija in formulacija; teoretična kirurgija; operativna kirurgija; patologija in podrobna terapija; porodništvo, epizootske bolezni, pravna medicina in medicinska policija). Na oddelku so bili med drugim zaposleni: Andrzej Franciszek Ksawery Dybek, Emilian Klemens Nowicki in Jan Bogumił Freyer.[30]
3. bogoslovje, ki je bilo sestavljeno iz 6 oddelkov (sveto pismo in pomožne vede; cerkvena zgodovina; cerkveno pravo; dogmatično bogoslovje; moralno bogoslovje; pastoralno bogoslovje). Na oddelku je med drugim delal prvi rektor Univerze v Varšavi Wojciech Szweykowski.[31]
4. filozofijo (ustanovljeno 1817), kjer je med drugim predaval Adam Ignacy Zabellewicz.[32]
5. humanistične znanosti in upodabljajoče umetnosti - prvi častni dekan in profesor v letih 1816–1818 je bil slavni slikar Marcello Bacciarelli.[3] V to podružnico je bil vključen tudi Glasbeno-deklamacijski zavod. Leta 1826 je bil glasbeni oddelek univerze preoblikovan v Glavno šolo za glasbo (na njej je med drugim študiral Frédéric Chopin).[33]

Univerza je kmalu zrasla na 800 študentov in 50 profesorjev. Leta 1830 je ruski imperator Nikolaj I. univerzo preimenoval v Kraljeva univerza Aleksandrovska (Uniwersytet Królewsko-Aleksandrowski) v spomin na svojega brata Aleksandra I. (ki je umrl leta 1825). Potem ko se je večina študentov in profesorjev udeležila novembrske vstaje leta 1830, so univerzo zaprli.

### Po novembrski vstaji (1831–1869)
V okviru represije po porazu novembrske vstaje so poljsko visoko šolstvo likvidirali. Večino zbirk varšavske univerze so odpeljali v Sankt Peterburg. Leta 1857 je bila v Varšavi odprta Medicinsko-kirurška akademija (Akademia Medyko-Chirurgiczna w Warszawie), ki sta jo sestavljali dve fakulteti (medicinska in farmacevtska). Leta 1862 je akademija postala del Glavne šole v Varšavi (Szkoła Główna Warszawska, Варшавская Главная Школа, SGW). SGW je imela štiri fakultete: (1) pravo in upravo, (2) filologijo in zgodovino, (3) matematiko in fiziko ter (4) medicino. Józef Mianowski je postal rektor univerze. Po neuspeli januarski vstaji leta 1863 so jo po pomiritvi ponovno zaprli leta 1869. Posledično je imperialna ruska vlada, ki je nadzorovala Kongresno Poljsko, prepovedala vse šole v poljščini. V času svojega kratkega obstoja je univerza izobrazila na tisoče študentov, od katerih so mnogi postali del hrbtenice poljske inteligence.

### Imperialna univerza v Varšavi (1870–1915)
Leta 1870 je bila namesto likvidirane SGW odprta Imperialna univerza v Varšavi (Cesarski Uniwersytet Warszawski, Императорский Варшавский Университет) z ruskim učnim jezikom. Med 1. svetovno vojno so univerzo preselili v Rostov na Donu (1915), kjer je do konca julija 1917 delovala kot »Imperialna univerza v Varšavi v Rostovu na Donu« (Cesarski Uniwersytet Warszawski w m. Rostowie nad Donem, Императорский Варшавский Университет в Ростове-на-Donu). Univerza se je nato s sklepom začasne vlade preoblikovala v Donsko univerzo. Več kot 70 % študentov je bilo poljske narodnosti, po ruski revoluciji leta 1905 pa je razmerje zaradi bojkotov padlo pod 10 %.
Leta 1915, med 1. svetovno vojno, je Varšavo zaseglo Nemško cesarstvo in okupacijske nemške oblasti so dovolile določeno stopnjo liberalizacije, da bi pridobile vojaško podporo Poljakov. V skladu s konceptom Mitteleurope so Nemci dovolili ponovno ustanoviti več poljskih socialnih in izobraževalnih društev, vključno z Univerzo v Varšavi. Poljščino so ponovno uvedli, vendar je bilo število predavateljev omejeno, da bi obdržali poljsko domoljubno gibanje pod nadzorom.

### Druga poljska republika (1918–1939)
Jeseni 1915 je general Hans von Beseler ustanovil poljsko govorečo univerzo v Varšavi in ji podelil statut. Tedaj so na univerzo kot študentke sprejeli prve ženske. Glede števila študentov ni bilo omejitev – med letoma 1915 in 1918 se je število alumnov dvignilo s komaj 1000 na več kot 4500.
Ko je Poljska leta 1918 ponovno pridobila neodvisnost, je Univerza v Varšavi začela zelo hitro rasti. Prenovili so vse pomembnejše funkcije (rektor, senat, dekani in sveti) so postale demokratično izvoljene, država pa je porabila precej denarja za njegovo posodobitev in opremljanje. Mnogi profesorji so se vrnili iz izgnanstva in sodelovali pri prizadevanjih. Do poznih 1920-ih je raven izobrazbe v Varšavi dosegla raven zahodne Evrope.
Leta 1920 je bila ustanovljena Fakulteta za evangeličansko teologijo. Do začetka tridesetih let prejšnjega stoletja je Univerza v Varšavi postala največja univerza na Poljskem z več kot 250 predavatelji in 10.000 študenti. Vendar pa finančne težave novonastale države niso dopuščale brezplačnega šolanja, študentje pa so morali za študij plačati šolnino (povprečna mesečna plača za leto). Prav tako je bilo zelo omejeno število štipendij, ki so jih lahko dobili le približno 3 % študentov. Kljub tem gospodarskim težavam je Univerza v Varšavi hitro rasla. Odprli so nove oddelke in razširili glavni univerzitetni kampus.
Po smrti Józefa Piłsudskega leta 1935 je senat Univerze v Varšavi spremenil ime univerze v Univerza Józefa Piłsudskega v Varšavi (Uniwersytet Józefa Piłsudskiego w Warszawie). Vlada Sanacije je nadaljevala z omejevanjem avtonomije univerz. Profesorji in študenti so ostali razdeljeni do konca 1930-ih, ko so uvedli sistem ločenega sedenja za judovske študente, znan kot klopni geto (getto ławkowe). Novembra 1936 so študenti pod vodstvom Vsepoljske mladine izvedli blokado univerzitetnih zgradb, zahtevali znižanje šolnin in klopni geto za Jude. Oktobra 1937 je rektor Włodzimierz Antoniewicz izdal odredbo o uvedbi klopnega geta na univerzi, to je obveznosti študentov judovskega porekla, da zasedejo določena mesta v predavalnicah. To je bil eden prvih getov s klopmi na Poljskem. V študijskem letu 1938/39 Judov niso sprejeli na Fakulteto za farmacijo in veterino.

### 2. svetovna vojna (1939–1945)
Po poljski obrambni vojni leta 1939 so nemške oblasti Generalne vlade zaprle vse visokošolske ustanove na Poljskem. Zbirke, opremo in večino laboratorijev so odpeljali v Nemčijo in razdelili med nemške univerze, medtem ko so glavni kampus in univerzitetna poslopja Univerze v Varšavi spremenili v terenske žandarmerijske vojašnice.
Nemške rasne teorije so predpostavljale, da izobraževanje Poljakov ni potrebno in da naj bi ves narod spremenili v neizobražene podložnike nemške rase. Izobraževanje v poljščini je bilo prepovedano in kaznovano s smrtjo. Vendar pa so mnogi profesorji organizirali tako imenovano »Skrivno univerzo v Varšavi« (Tajny Uniwersytet Warszawski). Predavanja so potekala v majhnih skupinah v zasebnih stanovanjih, spremljevalci pa so nenehno tvegali odkritje in smrt. Na ta način je nastala obsežna struktura tajnega poučevanja, ki je bila del poljskega odporniškega gibanja. Vendar pa se je mreža tajnih fakultet hitro širila in do leta 1944 je bilo na različnih tečajih več kot 300 predavateljev in 3500 študentov. Tajno izobraževanje na Medicinski fakulteti Univerze v Varšavi je izvajal dr. Jan Zaorski na Zasebni poklicni šoli za pomožno sanitarno osebje.
Mnogi študenti so sodelovali v varšavski vstaji leta 1944 kot vojaki Domovinske vojske (Armia Krajowa) in Sivih činov (Szare Szeregi). Nemški kampus univerze so spremenili v utrjeno območje z bunkerji in mitralješkimi gnezdi. Nahajal se je blizu stavb, ki jih je zasedla nemška garnizija v Varšavi. Med vstajo je bil univerzitetni kompleks pomembna točka nemškega odpora v Śródmieścieju. Že prvi dan upora so se začeli hudi boji za kampus, a partizanom vrat ni uspelo prebiti. Več napadov so krvavo odvrnili in kampus je do konca bojev ostal v nemških rokah. Vojaki Skupine »Krybar« Domovinske vojske so jo poskušali zavzeti trikrat, vendar so se vsi napadi končali neuspešno. Med uporom in okupacijo je bilo ubitih 63 profesorjev, bodisi med boji ali kot posledica nemške politike iztrebljanja poljske inteligence. Univerza je med boji leta 1944 izgubila 60 % svojih zgradb. Velik del zbirke neprecenljivih umetniških del in knjig, ki so bile podarjene univerzi, je bil uničen ali prepeljan v Nemčijo, in se ni nikoli več vrnil. Infrastruktura univerze je bila uničena za 60 %, zbirke pa za 70–80 %.

### Povojna in Ljudska republika (1945–1989)
Po 2. svetovni vojni ni bilo jasno, ali bo univerza obnovljena ali bo obnovljena Varšava sama. Vendar so se mnogi profesorji, ki so preživeli vojno, vrnili in začeli z organizacijo univerze iz nič. Univerzi so vrnili ime Univerza v Varšavi (Uniwersytet Warszawski). 16. decembra 1945 so se nadaljevala predavanja za skoraj 4000 študentov v ruševinah kampusa, zgradbe pa so postopoma obnovili. Z uredbo ministrskega sveta z dne 24. oktobra 1949 so ukinili Medicinsko fakulteto in Fakulteto za farmacijo, namesto njiju pa ustanovljena Zdravniška akademija (kasneje Medicinska akademija, sedaj Medicinska univerza). Leta 1950 so Fakulteto za humanistične študije razdelili na tri oddelke: za filozofijo in družbene vede, za zgodovino in za filologijo. Leta 1952 so Veterinarsko fakulteto izločili iz univerze in vključili v Univerzo znanosti o življenju. Leta 1954 so ukinili Fakulteto za evangeličansko teologijo in Fakulteto za katoliško teologijo, ju ločili in s teološko fakulteto Jagelonske univerze preoblikovali v Krščansko teološko akademijo oziroma Akademijo za katoliško teologijo. Leta 1997 so podružnico Univerze v Varšavi v Białystoku preoblikovali v Univerzo v Białystoku.
Vse do poznih 1940-ih je univerza ostala relativno neodvisna. Toda kmalu so komunistične oblasti začele uvajati politični nadzor in začelo se je obdobje stalinizma. Tedanji Varnostni urad (Urząd Bezpieczeństwa, UB) je aretiral mnogo profesorjev, knjige so cenzurirali in uvedli so ideološka merila pri zaposlovanju novih predavateljev in sprejemu študentov. Po drugi strani pa je izobraževanje na Poljskem postalo brezplačno in število mladih, ki je prejemalo državno štipendijo, je doseglo 60 % vseh študentov. Po vzponu Władysława Gomułke na oblast leta 1956 je nastopilo kratko obdobje liberalizacije, čeprav je komunistična ideologija še vedno igrala pomembno vlogo na večini fakultet (zlasti na fakultetah, kot so zgodovina, pravo, ekonomija in politične vede). Ponovno se je začelo mednarodno sodelovanje in povečala se je stopnja izobrazbe.
Univerza v Varšavi je bila v času Poljske ljudske republike pomembno središče opozicije. V 1950-ih so iz političnih razlogov izključili s predavanj: Władysława Tatarkiewicza, Stanisława Ossowskega in Mario Ossowsko. Oktobra 1966 je imel Leszek Kołakowski na Univerzi v Varšavi predavanje o »Razvoju poljske kulture v zadnjih 10 letih«, zaradi česar so ga izključili iz Poljske združene delavske stranke (PZPR).
Do sredine 1960-ih je vlada začela zatirati svobodo misli, kar je povzročilo vse večje nemire med študenti. Politični boj znotraj komunistične stranke je spodbudil Zenona Kliszka, da je prepovedal uprizoritev Mickiewiczevega dela Praznik mrtvih (Dziady) v Narodnem gledališču (Teatr Narodowy), kar je leta 1968 pripeljalo do poljske politične krize, skupaj s protisionistično in protidemokratično kampanjo ter izbruhom študentskih demonstracij v Varšavi, ki so jih brutalno zdrobili – ne policija, temveč Prostovoljna rezerva meščanske milice (ORMO), sestavljene iz delavcev v civilu. Zaradi tega so z univerze izključili veliko število študentov in profesorjev, med njimi Stefana Żółkiewskega, Zygmunta Baumana, Leszka Kołakowskega, Bronisława Baczka in Mario Hirszowicz. Kljub temu je univerza ostala središče svobodomiselnosti in izobraževanja. Česar profesorji niso mogli povedati na predavanjih, so izrazili na neformalnih srečanjih s svojimi študenti. Mnogi med njimi so postali voditelji in vidni člani gibanja Solidarność in drugih društev demokratične opozicije, ki so vodila v propad komunizma. Znanstveniki, ki so delali na Univerzi v Varšavi, so bili tudi med najvidnejšimi tiskarji knjig, ki jih je cenzura prepovedala. V letih 1980–1981 je deloval senatni odbor za analizo neustreznih kadrovskih odločitev oblasti Univerze v Varšavi v letih 1968–1980, ki mu je predsedoval Klemens Szaniawski.
Leta 1980 je bil ustanovljen Muzej Univerze v Varšavi, sprva v Ivanovi palači. Istega leta je postal rektor Henryk Samsonowicz, ki pa ga je dve leti pozneje komunistična oblast v času vojnega stanja odstavila s položaja. V tem obdobju so internirali tudi: Andrzeja Bogusławskega, Klemensa Szaniawskega, doc. dr. Joanno Mantel-Niećko, doc. dr. Jadwigo Puzynino in doc. dr. Hanno Świda-Ziemba. Leta 1984 je minister Benon Miśkiewicz preprečil izvolitev Klemensa Szaniawskega za rektorja.

### Tretja poljska republika (1989–sedanjost)
Leta 1999 so v Powiśleju odprli novo stavbo Univerzitetne knjižnice.:43  Po vstopu Poljske v Evropsko unijo leta 2004 je univerza pridobila dodatna sredstva iz Evropskih strukturnih in investicijskih skladov (ESIF) za gradnjo dodatnih stavb, vključno z Biološkim in kemijski raziskovalnim centrom, Centrom novih tehnologij, prvim delom stavbe jezikoslovnih fakultet ter novo stavbo Fakultete za fiziko.:5
Leta 2015 je bila v skladu s sporazumom, sklenjenim med Poljsko-ameriško fundacijo za svobodo in Univerzo v Varšavi, ustanovljena Pedagoška šola PAFW.
Leta 2016 je Univerza v Varšavi praznovala 200. obletnico. Geslo praznovanja je bilo »Dve stoletji. Dober začetek« (Dwa stulecia. Dobry początek). Ob tej priložnosti so na univerzi vse leto potekali dogodki ob obletnicah, konference, srečanja, razstave in umetniški dogodki.
Leta 2016 je univerza objavila večletni program 2016–2025, katerega cilji so bili: razvoj transdisciplinarnih projektov, večja internacionalizacija univerze, razvoj programa vseživljenjskega učenja, razvoj akademskega podjetništva, podpiranje inovativnih oblik izobraževanja in izboljšanje kakovosti javnega življenja.
Leta 2018 sta rektorja Univerze v Varšavi in Medicinske univerze v Varšavi podpisala pismo o nameri za ustanovitev zveze. Obe univerzi sta načrtovali skupno izvajanje izbranih raziskav, področij študija, pedagoške dejavnosti in skupno izobraževanje doktorskih študentov. Zveza Univerze v Varšavi in Medicinske univerze v Varšavi bi začela delovati leta 2020.
Marca 2020 je rektor Univerze v Varšavi Marcin Pałys zaprl univerzo za vse študente, študente in zaposlene za obdobje od 10. marca do 14. aprila zaradi svetovne pandemije covida-19.
V zadnjih letih je bila Univerza v Varšavi uvrščena med najboljše poljske univerze.

## Kampus
Univerza v Varšavi ima v lasti skupno 126 stavb. V glavnem kampusu poteka nadaljnja gradnja in močan program prenove. Univerza se razprostira po mestu, čeprav je večina stavb skoncentriranih na dveh območjih.

### Glavni kampus
Glavni kampus Univerze v Varšavi je v središču mesta, ob ulici Krakowskie Przedmieście. Obsega več zgodovinskih palač, ki so bile večinoma nacionalizirane v 19. stoletju. Glavne zgradbe vključujejo:
- Ivanova palača (Pałac Kazimierzowski) – sedež rektorja in senata;
- Palača Uruskič (Pałac Uruskich) – leva stran glavnega vhoda, gosti Oddelek za geografijo in regionalne študije
- Stara knjižnica (Stary BUW) – od nedavne prenove sekundarna predavalnica;
- Glavna šola (Szkoła Główna) – nekdanji sedež Glavne šole do januarske vstaje leta 1863, kasneje Fakulteta za biologijo; zdaj, od prenove, sedež Inštituta za arheologijo;
- Auditorium Maximum – glavna predavalnica, s sedeži za več sto študentov.

Stavba varšavske univerzitetne knjižnice leži blizu navzdol od glavnega kampusa v soseski Powiśle.

### Naravoslovni kampus
Drugi pomemben kampus se nahaja v bližini ulic Banacha in Pasteura v okrožju Ochota – Kampus Ochota, v katerem sta tudi Medicinska univerza in Poljska akademija znanosti. Je dom fakultet za kemijo, fiziko, biologijo, matematiko, informatiko in mehaniko, in geologijo ter vsebuje več drugih univerzitetnih zgradb, kot so Interdisciplinarni center za matematično in računalniško modeliranje, Laboratorij za okoljske težke ione, v katerem sta ciklotron in objekt za proizvodnjo PET radiofarmacevtskih izdelkov in športni objekt. V tem kampusu je bilo v zadnjih letih zgrajenih več novih zgradb in Oddelek za fiziko se je sem preselil s prejšnje lokacije na Ulici Hoża.
Skupaj s stavbami drugih ustanov, kot so Inštitut za eksperimentalno biologijo, Inštitut za radij in Medicinska univerza v Varšavi, je kampus del skoraj sosednjega območja znanstvenih in izobraževalnih objektov, ki pokriva približno 43 hektarjev.

### Kampus Szturmowa
Mnoge univerzitetne zgradbe se nahajajo na območju ulic Smyczkowa in Szturmowa v Mokotówu (Służew). Tu se nahajajo predvsem nekatere enote Fakultete za uporabno jezikoslovje, Fakultete za management, stavbe Fakultete za fiziko in več nižjih enot.
V stavbi na naslovu Aleja Niepodległości 22, imenovanem »Center Ksawerów«, so mnoge enote nižje ravni, vključno z Evropskim centrom in Centrom za ameriške študije.

## Fakultete
Univerza ima 25 fakultet:
- Fakulteta za arheologijo (Wydział Archeologii)
- Fakulteta za biologijo (Wydział Biologii)
- Fakulteta za družbene vede in resocializacijo (Wydział Stosowanych Nauk Społecznych i Resocjalizacji)
- Fakulteta za ekonomske vede (Wydział Nauk Ekonomicznych)
- Filozofska fakulteta (Wydział Filozofii)
- Fakulteta za fiziko (Wydział Fizyki)
- Fakulteta za geografijo in regionalne študije (Wydział Geografii i Studiów Regionalnych)
- Fakulteta za geologijo (Wydział Geologii)
- Fakulteta za kemijo (Wydział Chemii)
- Fakulteta za kulturo in umetnostne vede (Wydział Nauk o Kulturze i Sztuce)
- Fakulteta za novinarstvo, informiranje in bibliografijo (Wydział Dziennikarstwa, Informacji i Bibliologii)
- Fakulteta za menedžment (Wydział Zarządzania)
- Fakulteta za matematiko, informatiko in mehaniko (Wydział Matematyki, Informatyki i Mechaniki)
- Medicinska fakulteta (Wydział Medyczny)
- Fakulteta za moderne jezike (Wydział Neofilologii)
- Fakulteta za orientalistiko (Wydział Orientalistyczny)
- Pedagoška fakulteta (Wydział Pedagogiczny)
- Fakulteta za politične vede in mednarodne študije (Wydział Nauk Politycznych i Studiów Międzynarodowych)
- Fakulteta za polonistiko (Wydział Polonistyki)
- Fakulteta za pravo in upravo (Wydział Prawa i Administracji)
- Fakulteta za psihologijo (Wydział Psychologii)
- Fakulteta za sociologijo (Wydział Socjologii)
- Fakulteta za svobodne umetnosti (Wydział „Artes Liberales”)
- Fakulteta za uporabno jezikoslovje (Wydział Lingwistyki Stosowanej)
- Fakulteta za zgodovino (Wydział Historii)

### Doktorske šole
Doktorski študij izvajajo 4 doktorske šole:
- Doktorska šola za humanistiko
- Doktorska šola za družboslovje
- Doktorska šola za eksaktne in naravoslovne vede
- Interdisciplinarna doktorska šola

### Druge akademske enote
Druge akademske in raziskovalne enote vključujejo:
- Center za raziskovanje antike Jugovzhodne Evrope
- Center za biološke in kemijske raziskave
- Center za forenzične znanosti
- Center za francosko kulturo in frankofonske študije (francosko Centre de Civilization Francaise et d’Etudes Francophones)
- Univerzitetni center za okoljske študije in trajnostni razvoj
- Center za Evropo
- Center za usposabljanje učiteljev tujih jezikov in evropsko izobraževanje
- Center za poučevanje tujih jezikov
- Digitalni kompetenčni center
- Center za raziskovanje migracij
- Center novih tehnologij (Centrum Nowych Technologii)
- Center za politične analize
- Unescova katedra za trajnostni razvoj (francosko Chaire UNESCO du Developpement Durable de l`Universite de Varsovie)
- Visoka šola za medfakultetni individualni študij humanistike
- Visoka šola za medfakultetni individualni študij matematike in naravoslovja
- Laboratorij za digitalno gospodarstvo
- Katedra Erazma Rotterdamskega
- Laboratorij težkih ionov
- Inštitut za Ameriko in Evropo
- Center za evropske regionalne in lokalne študije
- Center za ameriške študije
- Interdisciplinarni center za matematično in računalniško modeliranje (Interdyscyplinarne Centrum Modelowania Matematycznego i Komputerowego)
- Inštitut za družbene študije Roberta Zajonca
- Poljski center za sredozemsko arheologijo (Centrum Archeologii Śródziemnomorskiej)
- Katedra Tadeusza Mazowieckega

### Druge ustanove
Ustanove in organizacije, ki ne izvajajo poučevanja:
- Radio »Kampus«
- Arhiv Univerze v Varšavi
- Univerzitetna knjižnica
- Center za dialog in sodelovanje
- Zbor Univerze v Varšavi
- Inkubator Univerze v Varšavi
- Muzej Univerze v Varšavi
- Gledališče »Hybrydy«
- Plesno gledališče, ki ga vodi Ansambel pesmi in plesa Univerze v Varšavi »Warszawianka«
- Združenje prijateljev Univerze v Varšavi
- Prostovoljni center Univerze v Varšavi
- University of Warsaw Press

## Univerza v popularni kulturi
- v romanu Thunderball Iana Fleminga iz leta 1961, deveti knjigi iz serije o Jamesu Bondu, naj bi bil eden od glavnih likov, Ernst Stavro Blofeld, ki je vodja svetovne kriminalne organizacije SPECTRE, diplomant Univerze v Varšavi.[74]
- leta 2016 je Poljska pošta izdala priložnostne znamke ob 200. obletnici ustanovitve univerze s podobo Stebriščne dvorane stavbe Fakultete za zgodovino.[75]

## Znane osebnosti

### Alumni
- Franciszek Adamczak (1927–2000), poljsko-švedski paleontolog
- Jerzy Andrzejewski (1909–1983), poljski pisatelj
- Szymon Askenazy (1865–1935), poljski pravnik, zgodovinar, pedagog, prvi poljski predstavnik v Društvu narodov
- Krzysztof Kamil Baczyński (1921–1944), poljski pesnik, vojak Domovinske vojske, ubit v varšavski vstaji
- Menahem Begin (1913–1992), izraelski politik, 6. predsednik vlade Izraela (1977–1983), prejemnik Nobelove nagrade za mir leta 1978
- Małgosia Bela (rojena 1977), poljska manekenka in igralka
- Marek Bieńczyk (rojen 1956), poljski pisatelj, literarni zgodovinar, esejist, prevajalec, prejemnik literarne nagrade Nike leta 2012
- Adam Bodnar (rojen 1977), poljski odvetnik, borec za človeške pravice, varuh človekovih pravic Poljske, minister za pravosodje (2023–sedanjost)
- Tadeusz Borowski (1922–1951), poljski pesnik, pisatelj, novinar
- Kazimierz Brandys (1916–2000), poljski esejist, pisatelj
- Jan Brzechwa (1898–1966), poljski pesnik, pisatelj, odvetnik
- Andrzej Buras (rojen 1946), danski fizik, prejemnik medalje Maxa Plancka leta 2020
- Frédéric Chopin (1810–1849), poljsko-francoski pianist, skladatelj
- Włodzimierz Cimoszewicz (rojen 1950), poljski politik, predsednik vlade Poljske (1996–1997), 7. maršal Sejma (2005)
- Tomasz Dietl (rojen 1950), poljski fizik
- Roman Dmowski (1864–1939), poljski politik, državnik
- Adam Dziewonski (1936–2016), poljsko-ameriški geofizik
- Samuel Eilenberg (1913–1998), poljsko-ameriški matematik, računalnikar, zbiralec umetnin
- Barbara Engelking (rojena 1962), poljska psihologinja, sociologinja
- Ryszard Engelking (1935-2023), poljski matematik, prevajalec
- Joseph Epstein (1911–1944), poljski komunistični vodja francoskega odpora
- Lech Gardocki (rojen 1944) poljski odvetnik, sodnik, prvi predsednik Vrhovnega sodišča Poljske (1998–2010)
- Krzysztof Gawędzki (1947–2022), poljski matematični fizik
- Marek Gazdzicki (rojen 1956), poljski fizik visokih energij, jedrski fizik
- Bronisław Geremek (1932–2008), poljski zgodovinar, politik
- Małgorzata Gersdorf (rojena 1952), poljska odvetnica, prva predsednica Vrhovnega sodišča Poljske (2014–2020)
- Zbigniew Maciej Gliwicz (rojen 1939), poljski biolog, evolucionist
- Witold Gombrowicz (1904–1969), poljski pisatelj, scenarist
- Jan Grabowski (rojen 1962), poljsko-kanadski profesor zgodovine
- Hanna Gronkiewicz-Waltz (rojena 1952), poljska političarka, odvetnica, predsednica Narodne banke Poljske (1992–2001), županja Varšave (2006–2018)
- Jan Tomasz Gross (rojen 1947), poljsko-ameriški sociolog, zgodovinar, piosatelj, profesor na Univerzi Princeton
- Jarek Gryz, poljsko-ameriški računalnikar, podatkovni analitik, pisatelj
- Taco Hemingway (rojen 1990), poljski reper, besedilopisec, glasbenik
- Gustaw Herling-Grudziński (1919–2000), poljski pisatelj, novinar, esejist, literarni kritik, vojak, preživeli gulag
- Ryszard Bożysław Hetnarski (rojen 1928), poljsko-ameriški inženir
- Leonid Hurwicz (1917–2008), poljsko-ameriški ekonomist, matematik, prejemnik Nobelove nagrade za ekonomijo leta 2007
- Maria Janion (1926–2020), poljska znanstvenica, literarna teoretičarka in kritičarka, feministka
- Monika Jaruzelska (rojena 1963) poljska modna oblikovalka, novinarka, hči poljskega predsednika Wojciecha Jaruzelskega
- Jerzy Jedlicki (1930–2018), poljski zgodovinar idej, protikomunistični aktivist
- Jarosław Kaczyński (rojen 1949), poljski politik, predsednik vlade Poljske (2006–2007)
- Lech Kaczyński (1949–2010), poljski politik, župan Varšave (2002–2005), predsednik Poljske (2005–2010)
- Andrzej Kalwas (rojen 1936), poljski odvetnik, poslovnež, minister za pravosodje (2004–2005)
- Aleksander Kamiński (1903–1978), poljski pisatelj, vzgojitelj, vodja Poljske skavtske zveze
- Ryszard Kapuściński (1932–2007), poljski novinar, fotograf, pesnik, pisatelj
- Mieczysław Karłowicz (1876–1909), poljski skladatelj, dirigent
- Jan Karski (1914–2000), poljski vojak, odpornik, diplomat
- Małgorzata Kidawa-Błońska (rojena 1957), poljska političarka, odvetnica, sociologinja, 14. maršalka Sejma (2015)
- Zofia Kielan-Jaworowska (1925–2015), poljska paleobiologinja
- Leszek Kołakowski (1927–2009), poljski filozof, zgodovinar filozofije
- Ryszard Kole, poljsko-ameriški farmakolog, prejemnik Massryjeve nagrade leta 2019
- Bronisław Komorowski (rojen 1952), polsjki politik, zgodovinar, 10. maršal Sejma (2007–2010), 5. predsednik Poljske (2010–2015)
- Alpha Oumar Konaré, (rojen 1946), malijski politik, profesor, zgodovinar, arheolog, 3. predsednik Malija (1992–2002)
- Hilary Koprowski (1916–2013), poljski virolog, imunolog
- Janusz Korwin-Mikke (rojen 1942), poljski politik, novinar
- Marek Kotański (1942–2002), poljski psiholog, ulični delavec, dobrodelni delavec, aktivist
- Jacek Kuroń (1934–2004), poljski zgodovinar, pisatelj, socialni delavec, politik
- Irena Lasiecka (rojena 1948), poljsko-ameriška matematičarka
- Jacek Leociak (rojen 1957), poljski literarni znanstvenik, zgodovinar
- Aleksander Lesser (1814–1884), poljski slikar, ilustrator, risar, likovni kritik
- Maciej Lewenstein (rojen 1955), poljski teoretični fizik
- Jan Józef Lipski (1926–1991), poljski kritik, literarni zgodovinar, politik
- Ewa Łętowska (rojena 1940), poljska odvetnica, prva varuhinja človekovih pravic
- Olga Malinkiewicz (rojena 1982), poljska fizičarka
- Tadeusz Mazowiecki (1927–2013), poljski pisatelj, socialni delavec, novinar, politik, človekoljub, predsednik vlade Poljske (1989–1991)
- Adam Michnik (rojen 1946), poljski novinar, zgodovinar, esejist, javni intelektualec
- Karol Modzelewski (1937–2019), poljski zgodovinar, pisatelj, politik
- Jerzy Spława-Neyman (1894–1981), poljski matematik, statistik, profesor na Univerzi Kalifornije v Berkeleyju
- Jan Olszewski (1930–2019), poljski odvetnik, politik, predsednik vlade Poljske (1991–1992)
- Janusz Onyszkiewicz (rojen 1937), poljski matematik, alpinist, politik
- Maria Ossowska (1896–1974), poljska sociologinja, socialna filozofinja
- Bohdan Paczyński (1940–2007), poljski astronom
- Rafał Pankowski (rojen 1976), poljski sociolog, politolog
- Longin Pastusiak (rojen 1935), poljski politik, zgodovinar, maršal senata Republike Poljske (2001–2005)
- Bolesław Piasecki (1915–1979), poljski pisatelj, politik, politični teoretik
- Krzysztof Piesiewicz (rojen 1945), poljski odvetnik, scenarist, politik
- Marian Pilot (rojen 1936), poljski pisatelj, pesnik, novinar, scenarist, prejemnik literarne nagrade Nike leta 2011
- Jerzy Pniewski (1913–1989), poljski fizik
- Moshe Prywes (1914–1998), poljsko-izraelski zdravnik, vzgojitelj, prvi predsednik Univerze Negeva Ben-Guriona
- Adam Przeworski (rojen 1940), poljsko-ameriški politolog, profesor na Univerzi v New Yorku
- Bolesław Prus (1847–1912), poljski pisatelj
- Mihail Andrejevič Rejsner (1868–1928), ruski pravnik, odvetnik, pisatelj, socialni psiholog, zgodovinar
- Emanuel Ringelblum (1900–1944), poljski zgodovinar, ustanovitelj Ringelblumovega arhiva Varšavskega geta[76]
- Ireneusz Roszkowski (1910–1996), poljski ginekolog, humanist, predhodnik prenatalne medicine
- Joseph Rotblat (1908–2005), poljsko-britanski fizik, prejemnik Nobelovega nagrade za mir leta 1995
- Agata Różańska (rojena 1968), poljska astronomka, astrofizičarka
- Jicak Šamir (1915–2012), izraelski politik, 7. predsednik vlade Izraela (1983–1984 and 1986–1992)
- Wacław Franciszek Sierpiński (1882–1969), poljski matematik
- Andrzej Sobolewski (rojen 1951), poljski fizik
- Aleksander Vasiljevič Solovjov (1890-1971) rusko-srbsko-švicarski zgodovinar, filolog, odvetnik
- Dimitrij Aleksandrovič Strelnikov (rojen 1969), ruski pisatelj, biolog, novinar za medije
- Kazimiera Szczuka (rojena 1966), poljska literarna zgodovinarka, literarna kritičarka, feministka, novinarka, televizijska osebnost
- Adam Szymczyk (rojen 1970), poljski likovni kritik, kustos, pisatelj, urednik
- Magdalena Środa (rojena 1957), poljska filozofinja, političarka, feministka
- Alfred Tarski (1902–1982), poljsko-ameriški filozof, logik, matematik, član lvovskovaršavske šole logike
- Władysław Tatarkiewicz (1886–1980), poljski filozof, zgodovinar, umetnostni zgodovinar, estetik, etik
- Olga Tokarczuk (rojena 1962), poljska pisateljica, esejistka, psihologinja, aktivistka, javna intelektualka, prejemnica Nobelove nagrade za književnost leta 2018
- Izabela Tomaszewska (1955–2010), poljska uradnica državnega protokola, arheologinja
- Rafał Trzaskowski (rojen 1972), poljski politik, politolog, akademski učitelj, župan Varšave
- Julian Tuwim (1894–1953), poljski pesnik, pisatelj
- Andrzej Udalski (rojen 1957), poljski astronom, astrofizik
- Kostjantin Grigorovič Vobli (1876-1947), ukrajinski geograf, ekonomist
- Andrzej Kajetan Wróblewski (rojen 1933), poljski eksperimentalni fizik
- Janusz Andrzej Zajdel (1938–1985), poljski fizik, pisatelj znanstvene fantastike
- Ludwik Zamenhof (1859–1917), poljski očesni zdravnik, filolog, začetnik esperanta
- Paweł Zarzeczny (1961–2017), poljski športni novinar, kolumnist, televizijska osebnost
- Maciej Zembaty (1944–2011), poljski pesnik, pisatelj, umetnik, pevec, komik, prevajalec dela Leonarda Cohena
- Wojciech Zaremba (rojen 1988), poljski računalnikar, soustanovitelj raziskovalne organizacije OpenAI
- Rafał Aleksander Ziemkiewicz (rojen 1964), poljski pisatelj, publicist
- Florian Znaniecki (1882–1958), poljsko-ameriški filozof, sociolog
- Anna Nikola Żytkow (rojena 1947), poljska astrofizičarka

### Zaposleni

#### Profesorji
- Osman Achmatowicz (1899–1988), poljski kemik, rektor Tehniške univerze v Lodžu (1946–1953)
- Volodimir Prohorovič Amalicki (1860–1917), ukrajinski geolog, paleontolog
- Szymon Askenazy (1866–1935), poljski zgodovinar, pedagog, državnik, diplomat
- Aleksander Nikolajevič Bartenjev (1882-1946), ruski zoolog, rektor Donske univerze (1920–1921)
- Maria Ludwika Bernhard (1908–1998), poljska klasična arheologinja
- Karol Borsuk (1905–1982), poljski matematik
- Franciszek Bujak (1919–1921), poljski zgodovinar
- Jan Niecisław Baudouin de Courtenay (1845–1929), poljski jezikoslovec, slavist, filozof, uvedel koncept fonemov
- Zygmunt Bauman (1925–2017), poljski filozof, sociolog, pisatelj, publicist
- Tomasz Dietl (rojen 1950), poljski fizik, prejemnik evrofizikalne nagrade Agilient Technologies Evropskega fizikalnega društva (2005)
- Samuel Dickstein (1851-1939), poljski matematik, zagovornik asimilacije Judov na Poljskem
- Benedykt Dybowski (1833–1930), poljski biolog, prirodoslovec, zdravnik, raziskovalec Sibirije in področja Bajkalskega jezera
- Aleksander Mihajlovič Jevlahov (1880–1966), ruski literarni kritik
- Michel Foucault (1926–1984), francoski filozof, na univerzi dekan-profesor Francoskega centra 1958–1959
- Stanisław Grabski (1871–1949), poljski ekonomist, politik
- Dimitrij Josifovič Ivanovski (1864–1920), ruski botanik, pionir pri odkrivanju in preučevanju virusov
- Henryk Jabłoński (1909–2003), poljski zgodovinar, politik, nominalni vodja Poljske (1972–1985)
- Feliks Paweł Jarocki (1790–1865), poljski zoologist, entomolog
- Barbara Jaruzelska (1931–2017), poljska filologinja, profesorica germanistike in nemščine, prva dama Poljske (1985–1990)
- Nikolaj Ivanovič Karejev (1850–1931), ruski filozof, zgodovinar
- Jahim Fjodaravič Karski (1861–1931) beloruski jezikoslovec, etnograf, paleograf
- Jerzy Kolendo (1955–1983), poljski klasični arheolog, zgodovinar
- Leszek Kołakowski (1927–2009), poljski filozof, pisatelj, zgodovinar
- Kazimierz Kuratowski (1896–1980), poljski matematik
- Joachim Lelewel (1786–1861), poljski zgodovinar, geograf, bibliograf, poliglot, politik, borec za svobodo
- Antoni Leśniowski (1867–1940), poljski kirurg, zdravnik, eden od odkriteljev Chronove bolezni
- Edward Lipiński (1888–1986), poljski ekonomist, ustanovitelj Glavnega statističkega urada
- Jan Łukasiewicz (1878–1956), poljski logik, matematik, filozof
- Mieczysław Maneli (1922–1994), poljski pravnik, diplomat
- Leszek Marks (rojen 1951), poljski geolog
- Kazimierz Michałowski (1901–1981), poljski arheolog, egiptolog, umetnostni zgodovinar, raziskovalec Deir el-Baharija in Farasa
- Andrzej Mostowski (1913–1975), poljski matematik
- Nikolaj Viktorovič Nasonov (1855–1939), ruski zoolog
- Maria Ossowska (1896–1974), poljska sociologinja, socialna filozofinja
- Stanisław Ossowski (1897–1963), poljski sociolog
- Vladimir Ivanovič Palladin (1859–1922), ruski biokemik, botanik
- Grigol Peradze (1899–1942), gruzijski pravoslavni teolog, filolog, zgodovinar, profesor patristike
- Leon Petrażycki (1867–1931), poljski pravnik, filozof, logik, eden od ustanoviteljev sociologije prava
- Ladislaus Pilars de Pilar (1874–1952), poljski profesor literature, pesnik, zgodovinar, podjetnik
- Adam Podgórecki (1925–1998), poljski sociolog prava
- Dimitrij Jakovljevič Samokvasov (1843–1911), ruski arheolog, pravni zgodovinar
- Henryk Samsonowicz (1930–2021), poljski zgodovinar, rektor (1980–1982)
- Wacław Franciszek Sierpiński (1882–1969), poljski matematik
- Alfred Sokołowski (1849–1924), poljski zdravnik, pulmolog, pionir zdravljenja tuberkuloze
- Hélène Sparrow (1891–1970), poljska zdravnica, bakteriologinja, pionirka javnega zdravja, še posebej tifusa
- Nikolaj Jakovljevič Sonin (1849–1915), ruski matematik
- Jan Strelau (rojen 1931), poljski psiholog
- Jerzy Szacki (1929–2016), poljski sociolog, zgodovinar
- Andrzej Tarkowski (rojen 1933), poljski zoolog, emriolog, prejemnik japonske nagrade (2002)
- Stanisław Józef Thugutt (1873–1941), poljski aktivist, politik, rektor (1919–1920)
- Georgij Feodosjevič Voronoj (1868–1908), ruski matematik
- Tadeusz Wałek-Czarnecki (1889–1949), poljski zgodovinar, profesor antične zgodovine
- Ewa Wipszycka (rojen 1933), poljska zgodovinarka, papirologinja
- Władysław Witwicki (1878–1948), poljski psiholog, filozof, prevajalec, umetnik
- Georgij Viktorovič Vulf (1863–1925), ruski kristalograf
- Włodzimierz Zonn (1905–1985), poljski astronom
- Aleksandra Leliwa-Kopystyńska (1937–2023), poljska fizičarka

#### Rektorji
1. Wojciech Szweykowski (1818–1831)
2. Józef Karol Skrodzki (1831)
3. Józef Mianowski (1862–1869)
4. Piotr Ławrowski (1869–1873)
5. Nikołaj Błagowieszczański (1874–1884)
6. Nikołaj Ławrowski (1884–1890)
7. Michaił Szałfiejew (1895)
8. Pawieł Kowalewski (1896)
9. Grigorij Zenger (1896)
10. Michaił Szałfiejew (1898)
11. Grigorij Uljanow (1899–1903)
12. Piotr Ziłow (1904)
13. Jahim Fjodaravič Karski (1905–1911)
14. Wasilij Kudrewiecki (1911–1912)
15. Iwan Trepicyn (1913)
16. Siergiej Wiechow (1914–1915)
17. Józef Brudziński (1915–1917)
18. Antoni Kostanecki (1917–1919)
19. Stanisław Józef Thugutt (1919–1920)
20. Jan Karol Kochanowski (1920–1921)
21. Jan Mazurkiewicz (1921–1922)
22. Jan Łukasiewicz (1922–1923)
23. Ignacy Koschembahr-Łyskowski (1923–1924)
24. Franciszek Krzyształowicz (1924–1925)
25. Stefan Pieńkowski (1925–1926)
26. Bolesław Hryniewiecki (1926–1927)
27. Antoni Szlagowski (1927–1928)
28. Gustaw Przychocki (1928–1929)
29. Tadeusz Brzeski (1929–1930)
30. Mieczysław Michałowicz (1930–1931)
31. Jan Łukasiewicz (1931–1932)
32. Józef Ujejski (1932–1933)
33. Stefan Pieńkowski (1933–1936)
34. Włodzimierz Antoniewicz (1936–1939)
35. Jerzy Modrakowski (1939)
36. Stefan Pieńkowski (1945–1947)
37. Franciszek Czubalski (1947–1949)
38. Jan Wasilkowski (1949–1952)
39. Stanisław Turski (1952–1969)
40. Zygmunt Rybicki (1969–1980)
41. Henryk Samsonowicz (1980–1982)
42. Kazimierz Albin Dobrowolski (1982–1985)
43. Rector electus Klemens Szaniawski (1984)
44. Grzegorz Białkowski (1985–1989)
45. Andrzej Kajetan Wróblewski (1989–1993)
46. Włodzimierz Siwiński (1993–1999)
47. Piotr Węgleński (1999–2005)
48. Katarzyna Chałasińska-Macukow (2005–2012)
49. Marcin Pałys (2012–2020)
50. Alojzy Nowak (2020–sedanjost)

#### Osebje
Czesław Miłosz – hišnik v varšavski univerzitetni knjižnici med 2. svetovno vojno; prejemnik Nobelove nagrade za književnost leta 1980.